# Paratorchus monstrosus
Paratorchus monstrosus – rodzaj chrząszczy z rodziny kusakowatych i podrodziny Osoriinae.
Gatunek ten opisany został w 1910 roku przez Maxa Bernhauera jako Holotrochus monstrosus. W 1982 roku przeniesiony został przez H. Pauline McColl do rodzaju Paratrochus, któremu w 1984 roku ta sama autorka zmieniła nazwę na Paratorchus, w związku z wcześniejszym użyciem poprzedniej nazwy dla rodzaju mięczaków.
Chrząszcz o walcowatym ciele długości od 3,5 do 4,5 mm, barwy rudobrązowej do brązowawoczarnej z rudobrązowymi czułkami i odnóżami. Wierzch ciała jest grubo i nieregularnie punktowany oraz krótko i rzadko owłosiony. Owalne oczy złożone buduje 6 omatidiów. Przedplecze ma od 0,75 do 0,85 mm długości. Pokrywy charakteryzują lekko łukowate i ząbkowane brzegi boczne oraz pozbawione wgłębień części ramieniowe. Odwłok ma dwa szerokie, tępe wyrostki boczne na dziewiątym tergicie. U samca brak jest wgłębień na siódmym i ósmym sternicie odwłoka. Narząd kopulacyjny jest długi i ma spiralnie skręconą część rurkowatą, pozbawioną wyrostka bocznego. Samicę cechuje lekko wydłużona spermateka z przewodem pośrodku prostym.
Owad endemiczny dla Nowej Zelandii, znany z południowo-zachodniej części Wyspy Południowej. Spotykany jest w ściółce, próchnicy i wśród mchów, na wysokości od 300 do 915 m n.p.m.